# سوخ رام چاوداری
سوخ رام چاوداری (متولد ۱۵ آوریل ۱۹۶۴) یک سیاستمدار هندی می باشد که از سال ۲۰۲۰ به نام وزیر منابع انرژی غیرمتعارف هیماچال پرادش و جزو مجلس قانون گذاری هیماچال پرادش از حوزه انتخابیه مجلس پائونتا صاحب به نمایندگی از حزب بهاراتیا جاناتا از سال ۲۰۱۷ فعالیت می‌کند.      او در سال ۲۰۰۳ و ۲۰۰۷  نماینده ناحیه ی منتخبیه مجلس پائونتا دون بود .